# Nuoto ai Giochi della XXIX Olimpiade - 100 metri farfalla femminili

## Record
Prima di questa competizione, il record del mondo (WR) e il record olimpico (OR) erano i seguenti.
|  | 56"61 | Inge de Bruijn Paesi Bassi | 17 settembre 2000 Sydney, Australia |
|  | 56"61 | Inge de Bruijn Paesi Bassi | 17 settembre 2000 Sydney, Australia |

Durante l'evento non è stato migliorato nessun record.

## Batterie
Si sono svolte 7 batterie di qualificazione. Le prime 16 atlete si sono qualificate per le semifinali.
- Sabato 9 agosto 2008

| #  | Batteria | Corsia | Atleta                           | Nazionalità   | Tempo   | Note    |
| -- | -------- | ------ | -------------------------------- | ------------- | ------- | ------- |
| 47 | 1        | 5      | Binta Zahra Diop                 | Senegal       | 1:04.26 |         |
| 48 | 1        | 4      | Antonella Scanavino              | Uruguay       | 1:04.28 |         |
| 49 | 1        | 3      | Simona Muccioli                  | San Marino    | 1:04.91 |         |
| 32 | 2        | 4      | Triin Aljand                     | Estonia       | 0:59.43 |         |
| 40 | 2        | 5      | Choi Hye-Ra                      | Corea del Sud | 1:00.65 |         |
| 43 | 2        | 6      | Chin-Kuei Yang                   | Taipei cinese | 1:01.60 |         |
| 44 | 2        | 3      | Iris Rosenberger                 | Turchia       | 1:01.67 |         |
| 45 | 2        | 2      | Natallia Hadjiloizou             | Cipro         | 1:01.80 |         |
| 46 | 2        | 7      | Emilia Pikkarainen               | Finlandia     | 1:02.31 |         |
| 26 | 3        | 4      | Birgit Koschischek               | Austria       | 0:59.07 |         |
| 30 | 3        | 1      | Hannah Jane Arnett Wilson        | Hong Kong     | 0:59.35 |         |
| 35 | 3        | 6      | Sara Oliveira                    | Portogallo    | 0:59.48 |         |
| 36 | 3        | 5      | Anna Gostomelsky                 | Israele       | 0:59.50 | PB      |
| 37 | 3        | 2      | Ingvild Snildal                  | Norvegia      | 0:59.86 |         |
| 38 | 3        | 7      | Carolina Colorado                | Colombia      | 1:00.06 |         |
| 41 | 3        | 3      | Eirini Kavarnou                  | Grecia        | 1:00.74 |         |
| 42 | 3        | 8      | Heather Brand                    | Zimbabwe      | 1:01.39 |         |
| 4  | 4        | 5      | Tao Li                           | Singapore     | 0:57.77 | Q1 (AS) |
| 7  | 4        | 1      | Ilaria Bianchi                   | Italia        | 0:58.12 | Q2 NR   |
| 17 | 4        | 6      | Otylia Jędrzejczak               | Polonia       | 0:58.53 |         |
| 18 | 4        | 2      | Mandy Loots                      | Sudafrica     | 0:58.61 | (AF)    |
| 20 | 4        | 4      | Sara Isaković                    | Slovenia      | 0:58.68 |         |
| 24 | 4        | 3      | Kateryna Zubkova                 | Ucraina       | 0:58.99 |         |
| 28 | 4        | 8      | Audrey Lacroix                   | Canada        | 0:59.10 |         |
| 34 | 4        | 7      | Daynara de Paula                 | Brasile       | 0:59.45 |         |
| 2  | 5        | 4      | Christine Magnuson               | Stati Uniti   | 0:57.70 | Q1      |
| 5  | 5        | 8      | Gabriella Silva                  | Brasile       | 0:58.00 | Q2      |
| 6  | 5        | 5      | Elaine Breeden                   | Stati Uniti   | 0:58.06 | Q1      |
| 8  | 5        | 1      | Lize-Mari Retief                 | Sudafrica     | 0:58.20 | Q1 AF   |
| 11 | 5        | 6      | Natalia Sutyagina                | Russia        | 0:58.32 | Q2      |
| 15 | 5        | 3      | Jeanette Ottesen                 | Danimarca     | 0:58.44 | Q2      |
| 18 | 5        | 2      | Yūko Nakanishi                   | Giappone      | 0:58.61 |         |
| 30 | 5        | 7      | Chantal Groot                    | Paesi Bassi   | 0:59.35 |         |
| 1  | 6        | 4      | Jessicah Schipper                | Australia     | 0:57.58 | Q2      |
| 2  | 6        | 3      | Zhou Yafei                       | Cina          | 0:57.70 | Q2 AS   |
| 9  | 6        | 5      | Inge Dekker                      | Paesi Bassi   | 0:58.22 | Q2      |
| 13 | 6        | 2      | Eszter Dara                      | Ungheria      | 0:58.39 | Q2      |
| 22 | 6        | 6      | Irina Bespalova                  | Russia        | 0:58.92 |         |
| 23 | 6        | 7      | Yuka Katō                        | Giappone      | 0:58.94 |         |
| 25 | 6        | 1      | Martina Moravcová                | Slovacchia    | 0:59.03 |         |
| 28 | 6        | 8      | Micha Kathrine Østergaard Jensen | Danimarca     | 0:59.10 |         |
| 10 | 7        | 7      | Aurore Mongel                    | Francia       | 0:58.30 | Q1      |
| 12 | 7        | 4      | Lisbeth Trickett                 | Australia     | 0:58.37 | Q1      |
| 14 | 7        | 2      | Alena Popchanka                  | Francia       | 0:58.40 | Q1      |
| 16 | 7        | 5      | Jemma Lowe                       | Regno Unito   | 0:58.49 | Q1      |
| 21 | 7        | 3      | Francesca Halsall                | Regno Unito   | 0:58.70 |         |
| 27 | 7        | 6      | Sarah Sjöström                   | Svezia        | 0:59.08 |         |
| 32 | 7        | 8      | Yanwei Xu                        | Cina          | 0:59.43 |         |
| 39 | 7        | 1      | Daniela Samulski                 | Germania      | 1:00.37 |         |

## Semifinali

### Semifinale 1
| # | Corsia | Atleta             | Nazionalità | Tempo   | Note |
| - | ------ | ------------------ | ----------- | ------- | ---- |
| 6 | 1      | Alena Popchanka    | Francia     | 0:58.55 |      |
| 5 | 2      | Aurore Mongel      | Francia     | 0:58.46 |      |
| 6 | 3      | Elaine Breeden     | Stati Uniti | 0:58.55 |      |
| 2 | 4      | Christine Magnuson | Stati Uniti | 0:57.08 | Q AM |
| 3 | 5      | Tao Li             | Singapore   | 0:57.54 | Q AS |
| 8 | 6      | Lize-Mari Retief   | Sudafrica   | 0:58.63 |      |
| 1 | 7      | Lisbeth Trickett   | Australia   | 0:57.05 | Q    |
| 4 | 8      | Jemma Lowe         | Regno Unito | 0:57.78 | Q    |

### Semifinale 2
| # | Corsia | Atleta            | Nazionalità | Tempo   | Note |
| - | ------ | ----------------- | ----------- | ------- | ---- |
| 5 | 1      | Eszter Dara       | Ungheria    | 0:58.84 |      |
| 3 | 2      | Inge Dekker       | Paesi Bassi | 0:58.20 | Q    |
| 4 | 3      | Gabriella Silva   | Brasile     | 0:58.39 | Q    |
| 1 | 4      | Jessicah Schipper | Australia   | 0:57.43 | Q    |
| 2 | 5      | Zhou Yafei        | Cina        | 0:57.68 | Q    |
|   | 6      | Ilaria Bianchi    | Italia      | SQ      |      |
| 6 | 7      | Natalia Sutyagina | Russia      | 0:59.07 |      |
| 7 | 8      | Jeanette Ottesen  | Danimarca   | 0:59.29 |      |

## Finale
| Posizione | Atleta             | Paese       | Tempo |
| --------- | ------------------ | ----------- | ----- |
|           | Lisbeth Trickett   | Australia   | 56"73 |
|           | Christine Magnuson | Stati Uniti | 57"10 |
|           | Jessicah Schipper  | Australia   | 57"25 |
| 4         | Yafei Zhou         | Cina        | 57"84 |
| 5         | Li Tao             | Singapore   | 57"99 |
| 6         | Jemma Lowe         | Regno Unito | 58"06 |
| 7         | Gabriella Silva    | Brasile     | 58"10 |
| 8         | Inge Dekker        | Paesi Bassi | 58"54 |